# 善導寺 (台北市)

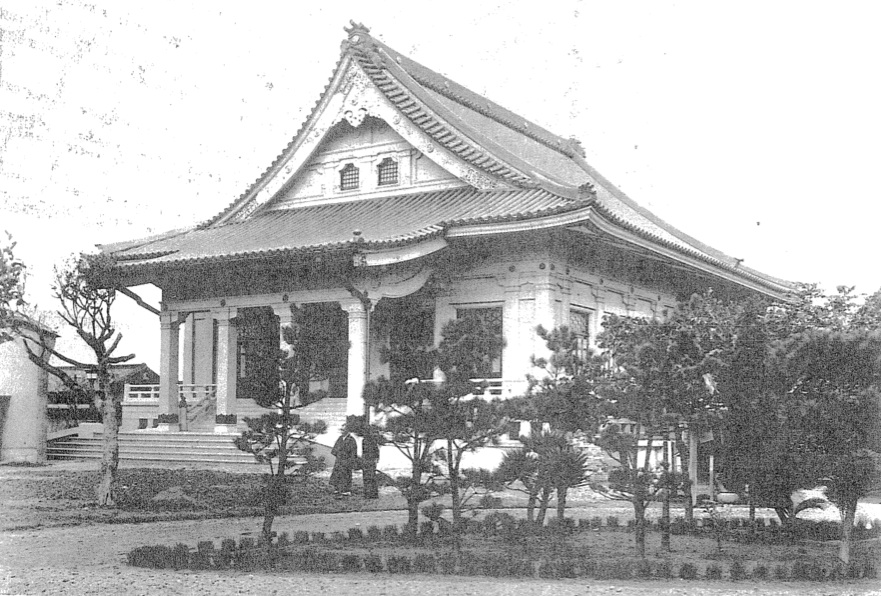
淨土宗台北別院開教院本堂

善導寺（ぜんどうじ）は、台湾台北市中正区にある寺院。旧・浄土宗台北別院（台北開教院）。

## 歴史
日本統治時代の1895年（明治28年）に浄土宗の布教所として建立された。1907年（明治40年）に市区改正により、円山の忠魂堂内に移転した。1929年（昭和4年）に建物の老朽化のため、樺山町の現在地に新築移転した。戦後、善導寺と公称され、現在に至っている。

## アクセス
- 台北捷運（地下鉄） - 板南線善導寺駅